# Соколенко Семен Федорович
Семен Федорович Соколенко (11 лютого 1911 — ?) — український радянський діяч, новатор сільськогосподарського виробництва, комбайнер радгоспу «Індустрія» Станично-Луганського району Луганської області. Депутат Верховної Ради УРСР 6-го скликання.

## Біографія
Народився у селянській родині.
З 1950-х років — комбайнер радгоспу «Індустрія» селища Широкий Станично-Луганського району Луганської області.
Потім — на пенсії у селищі Широкий Станично-Луганського району Луганської області.

## Нагороди
- ордени
- медалі